# 王会民
王会民（1959年2月—），男，甘肃宁县人，中华人民共和国政治人物。长江商学院高级管理人员工商管理专业毕业。

## 生平
1975年7月参加工作。1982年加入中国共产党。1984年，进入中国建设银行，1993年，任中国建设银行乌鲁木齐支行行长。1998年，担任中国建设银行新疆分行行长。
2003年，任新疆维吾尔自治区人民政府主席助理。2012年，任新疆维吾尔自治区人民代表大会常务委员会副主任。
2014年，调任中国证券监督管理委员会纪委书记、党委委员。2016年3月，任中央纪委驻证监会纪检组组长。2018年3月，因国家监察体制改革，任中央纪委国家监委中国驻证监会纪检监察组组长。2019年4月退休。
2025年3月21日，因涉嫌严重违纪违法，接受中央纪委国家监委纪律检查和监察调查。据悉，王会民的儿子王邦重也被带走调查。早在2019年4月23日，王会民被免去证监会领导职务时就有相关的传言。尽管当时外界认为这是正常的退休安排，但市场上一直有关于王邦重参与某些公司IPO及A股借壳交易的传言。